# Florin Răducioiu
Florin Valeriu Răducioiu [florin valeriju radučoju] (* 17. března 1970, Bukurešť) je bývalý rumunský fotbalový útočník. V 1. lize si poprvé zahrál v 16 letech. Účastník Mistrovství světa 1990 v Itálii, Mistrovství světa 1994 v USA a Mistrovství Evropy 1996 v Anglii.
V roce 1993 se umístil na 3. místě v anketě Fotbalista roku Rumunska, v roce 1995 pak na pátém.

## Klubová statistika
| Klub                 | Sezóna  | Liga   | Liga | Pohár  | Pohár | LM či EL | LM či EL | Celkem | Celkem |
| Klub                 | Sezóna  | Zápasy | Góly | Zápasy | Góly  | Zápasy   | Góly     | Zápasy | Góly   |
| -------------------- | ------- | ------ | ---- | ------ | ----- | -------- | -------- | ------ | ------ |
| FC Dinamo Bukurešť   | 1985/86 | 1      | 0    | ?      | ?     | ?        | ?        | ?      | ?      |
| FC Dinamo Bukurešť   | 1986/87 | 4      | 0    | ?      | ?     | ?        | ?        | ?      | ?      |
| FC Dinamo Bukurešť   | 1987/88 | 18     | 3    | 7      | 0     | 5        | 1        | 30     | 3      |
| FC Dinamo Bukurešť   | 1988/89 | 29     | 12   | 7      | 0     | 0        | 0        | 27     | 1      |
| FC Dinamo Bukurešť   | 1989/90 | 24     | 14   | ?      | ?     | ?        | ?        | ?      | ?      |
| AS Bari              | 1990/91 | 30     | 5    | ?      | ?     | ?        | ?        | ?      | ?      |
| Hellas Verona        | 1991/92 | 30     | 2    | ?      | ?     | ?        | ?        | ?      | ?      |
| Brescia Calcio       | 1992/93 | 29     | 13   | ?      | ?     | ?        | ?        | ?      | ?      |
| AC Milan             | 1993/94 | 7      | 2    | ?      | ?     | ?        | ?        | ?      | ?      |
| Espanyol Barcelona   | 1994/95 | 30     | 9    | ?      | ?     | ?        | ?        | ?      | ?      |
| Espanyol Barcelona   | 1995/96 | 16     | 5    | ?      | ?     | ?        | ?        | ?      | ?      |
| West Ham United FC   | 1996    | 9      | 3    | ?      | ?     | ?        | ?        | ?      | ?      |
| Espanyol Barcelona   | 1996/97 | 13     | 4    | ?      | ?     | ?        | ?        | ?      | ?      |
| VfB Stuttgart        | 1997/98 | 19     | 4    | ?      | ?     | ?        | ?        | ?      | ?      |
| Brescia Calcio       | 1998/99 | 24     | 3    | ?      | ?     | ?        | ?        | ?      | ?      |
| Brescia Calcio       | 1999/00 | 13     | 1    | ?      | ?     | ?        | ?        | ?      | ?      |
| FC Dinamo Bukurešť   | 2000/01 | 8      | 1    | ?      | ?     | ?        | ?        | ?      | ?      |
| AS Monaco            | 2001    | 8      | 1    | ?      | ?     | ?        | ?        | ?      | ?      |
| AS Monaco            | 2001/02 | 3      | 0    | ?      | ?     | ?        | ?        | ?      | ?      |
| US Créteil-Lusitanos | 2003/04 | 11     | 0    | ?      | ?     | ?        | ?        | ?      | ?      |
| Celkově              | Celkově | 333    | 82   | ?      | ?     | ?        | ?        | ?      | ?      |

## Úspěchy

### Klubové
- 1× vítěz rumunské ligy (1989/90)
- 1× vítěz italské ligy (1993/94)
- 2× vítěz rumunského poháru (1985/86, 1989/90)
- 1× vítěz italského superpoháru (1993)
- 1× vítěz Ligy mistrů (1993/94)

### Reprezentační
- 2× na Mistrovství světa (1990, 1994)
- 1× na Mistrovství Evropy (1996)